# Carlo Fossati
Carloo Giovanni Battista Fossati (Turín, 3 de julio de 1844 - Porto Alegre, 23 de agosto de 1927) fue un escultor marmolista ítalo-brasileño.
Estudió el arte del dibujo en el famoso Liceo de Turín. Tras completar este curso, se dedicó a la escultura, arte que aprendió de su padre, Bartholomeu Fossati. Trabajó en su taller hasta los veinticinco años. En esta época, conocido por su talento y competencia, fue invitado por el gobierno italiano a realizar diversos trabajos escultóricos en el Palacio Real de Turín. Por este trabajo recibió el título de Caballero de la Corona Real, concedido por el Rey Vittorio Emanuele II y la Medalla de Honor al Mérito.
Este reconocimiento a su talento dio a conocer su nombre internacionalmente. Recibió una invitación del gobierno griego para instalarse en Atenas y ejercer allí su profesión, pero ya había decidido ir a Brasil. Llegó a Río de Janeiro en 1869. Permaneció poco tiempo en la corte y, contratado por el gobierno en 1871, viajó a la provincia de Río Grande del Sur para supervisar técnicamente los trabajos de extracción de mármol de las canteras de Encruzilhada do Sul y Caçapava do Sul.. 
Fossati conocía bien el trabajo, pero pronto se dio cuenta de que, debido a la falta de estructura material y de trabajadores cualificados, no sería posible continuar en la empresa. Aceptó rescindir el contrato y permaneció en la provincia, trasladándose a la capital, Porto Alegre, donde vivió hasta su muerte, a los 83 años. Estaba casado con Maria Weingärtner, con quien tuvo 15 hijos. Artur y Bernardo siguieron la carrera de escultores. Formó a varios discípulos, entre ellos a João Vicente Friedrichs.